# 사이버펑크 (롤플레잉 게임)
《사이버펑크》(영어: Cyberpunk)는 마이크 폰스미스가 집필하고 R. 탈소리언 게임스가 출판한 테이블톱 롤플레잉 게임이다. 디스토피아 SF를 주제로 한 가공 세계관이 특징이다.
사이버펑크라는 장르 명칭의 유래를 제공한 작품으로, 보통 이 일반적인 장르명과 구분하기 위해 1990년에 출판된 2차판 제목 《사이버펑크 2020》(Cyberpunk 2020)이나 2020년 4차판 제목 《사이버펑크 레드》(Cyberpunk Red)로 칭한다.